# Domácí štěstí
Domácí štěstí (v britském originále Keep the Aspidistra Flying) je britský romantický film z roku 1997. Režisérem filmu je Robert Bierman. Hlavní role ve filmu ztvárnili Richard E. Grant, Helena Bonham Carter, Julian Wadham, Jim Carter a Harriet Walter.

## Obsazení
| Richard E. Grant     | Gordon Comstock |
| Helena Bonham Carter | Rosemary        |
| Julian Wadham        | Ravelston       |
| Jim Carter           | Erskine         |
| Harriet Walter       | Julia Comstock  |
| Lesley Vickerage     | Hermione        |
| Barbara Leigh-Hunt   | paní Wisbech    |
| Liz Smith            | paní Meakin     |